# Charles Soong
Charles Jones Soong, Charles Song ou Song Jiashu (宋嘉樹 pinyin : Sòng Jiāshù, prénom social : Yaoru (耀如)), né en février 1863 et mort le 3 mai 1918, est un missionnaire méthodiste puis riche entrepreneur chinois. Il fut partisan et ami de Sun Yat-sen, ainsi que membre et mécène de l’Alliance révolutionnaire. Ses trois filles, Song Ailing, Song Qingling et Song Meiling épousèrent respectivement Kong Xiangxi, Sun Yat-sen et Chiang Kaï-shek. Les deux dernières jouèrent un rôle politique important aux côtés de leurs maris, puis après la mort de ces derniers. Ses fils occupèrent des positions dans le Kuomintang, le plus influent étant le financier Song Ziwen. 
Il est aussi appelé Charly ou Charlie, et transcrivit dans les premiers temps son nom de famille Soon.

## Jeunesse
Né Han Jiaozhun (韓教準), Hakka de condition modeste de l’île de Hainan, il est envoyé vers 12 ans à Boston pour être adopté par un oncle sans descendance qui tient un commerce de thé et de soieries ; c’est alors qu’il change son nom en Song Jiashu. Après sa rencontre avec deux boursiers du gouvernement chinois issus de familles chrétiennes, Niu Shangzhou (牛尚周) et Wen Bingzhong (溫秉忠), il souhaite lui aussi étudier, mais son oncle n’approuve pas ce projet qu’il considère inutile pour son commerce. Il fugue alors et devient en 1878-79 mousse sur un garde-côte dont le capitaine, M. Gabrielson, est méthodiste. En 1880, lors d’une escale à Wilmington, Caroline du Nord, il est baptisé à l’église méthodiste de la cinquième rue. Le Wilmington Star, journal local, rapporte cet événement exceptionnel pour la région qu’est le baptême d’un 'Céleste', selon les termes du journaliste. 
Devant son désir de devenir missionnaire, la congrégation de Wilmington lui trouve un parrain en la personne de l’industriel du tabac Julian S. Carr (1845-1924), surnommé “Général”, principal mécène du Trinity College qui deviendra l’Université Duke. Il supportera les frais de son éducation et ils resteront toujours en contact, même après le retour de Charles en Chine. Julian Carr lui fournira une aide financière au début de sa carrière d'imprimeur-éditeur et apportera une contribution non négligeable à la caisse révolutionnaire de Sun Yat-sen. Le jeune Chinois est de 1880 à 1881 le premier élève étranger du Trinity College. Il passe ensuite à l’Université Vanderbilt où il reçoit son diplôme de théologie en 1885. il semble qu’il ait espéré poursuivre ses études pour devenir médecin, mais le doyen de Vanderbilt estime qu’il sera plus utile comme homme d’Église. 

## Carrière de missionnaire et mariage
Il repart en 1885 pour la Chine et commence en 1886 ses activités, tout d’abord dans le faubourg shanghaïen peu développé de Wusong (吴淞) puis dans la zone rurale de Kunshan, sous la supervision de Young J. Allen. Il se plaint dans ses lettres à une connaissance américaine d’être affecté à ces postes aux émoluments minima (15 USD par mois) au lieu de celui qu’il espérait - enseignant au collège anglo-chinois de Shanghai - et accuse Allen de discrimination. Un an environ après son retour, il retrouve fortuitement Niu Shangzhou, l’un des boursiers de Boston qui l’avaient inspiré à changer son destin. Celui-ci s’intéresse à son sort et lui présente une épouse potentielle, sa propre belle-sœur Ni Guizhen (Ni Kwei-tseng ; 倪桂珍1869-1931), fille du missionnaire épiscopalien Ni Yunshan (倪韞山)  et descendante par sa mère du ministre Xu Guangqi (1562-1633), premier converti de Matteo Ricci. Le mariage a lieu cette même année (1887). Le second boursier, Wen Binzhong, ayant également épousé l’une des sœurs Ni, les trois hommes se retrouvent beaux-frères. Charles Song commence ainsi à se constituer un réseau social sur lequel il pourra s’appuyer ; ils l’auraient fait entrer dans la société secrète anti-mandchou Hongmen (洪門), dite « bande rouge ». Il a par ailleurs peu avant revu sa famille qui a pu lui présenter les correspondants shanghaïens de ces sociétés d’entraide auxquelles les familles commerçantes adhèrent généralement. Sa situation professionnelle s’améliore : en 1888 il obtient une titulature et en 1890 il est nommé à Shanghai même, mais il songe déjà à d’autres voies professionnelles plus rémunératrices pour soutenir sa future famille. Il démissionne du pastorat en 1892. Il continuera néanmoins à faire quelques prêches occasionnels et cofondera la YMCA de Shanghai en 1904, qui servira aussi de lieu de rassemblement secret pour les républicains. 

## Entrepreneur
À partir de 1888, parallèlement à ses fonctions pastorales, il commence à vendre les publications de l’American Bible Society, puis fait l’acquisition d’une petite imprimerie pour produire pour l’ABS des bibles bon marché en chinois vernaculaire. Elles se vendent bien et vers 1892, avec l’aide financière de J. Carr, il achète des machines et fonde sa propre maison d’édition, Meihua yinshuguan (美華印書館) ou Sino American Press, dont la première production est toujours la Bible, mais qui étend rapidement le champ de ses publications et imprimera aussi des documents clandestins pour les anti-mandchous et les républicains alliés de Sun Yat-sen. il cofondera plus tard la Commercial Press (Shanghai shangwu yinshuguan 上海商務印書館) qui emploiera jusque 2800 personnes. 
Il commence aussi à travailler comme traducteur-interprète pour la minoterie Fou Foong (Fufeng mianfenchang 福豐麵粉廠), alors la plus importante d’Asie, leur servant d’intermédiaire pour l’achat de machines à l’étranger. Il sera un temps directeur d’une minoterie et servira également d’intermédiaire à d’autres sociétés chinoises pour l’achat de matériel et la négociation de contrats. À partir de 1894, il est un entrepreneur respecté à Shanghai et restera jusqu’à sa mort une des grandes fortunes de la ville.

## Engagement politique
Charles Soong est persuadé de la nécessité de profondes réformes en Chine. En 1892, alors qu’il se trouve à Guangzhou pour l’ouverture d’une YMCA, il rencontre Lu Haodong (陸皓東) qui le présentera à Sun Yat-sen. C’est en 1894 à la sortie d’un service religieux que les deux hommes se rencontrent ; c’est le début d’une collaboration et d’une amitié de longue durée. Sun Yat-sen est justement venu présenter au ministre Li Hongzhang, l'un des promoteurs du mouvement de réforme Yangwu (洋務運動), une lettre qu’il refuse de lire. Charles Soong, dont les presses impriment le journal Wanwugongbao (萬國公報) ou The Globe Magazine, prend alors l’initiative d’y insérer le texte de Sun. Il fera par la suite imprimer clandestinement de la propagande anti-mandchoue et servira à Sun de trésorier officieux. En 1905, il devient membre de l’Alliance révolutionnaire, pour laquelle il est allé recueillir aux États-Unis plus de 2 millions de dollars américains, le principal contributeur étant Julian Carr. 
Jusqu’en 1910-1911, son implication restera plus ou moins secrète, ce qui lui permettra de poursuivre son aide aux révolutionnaires sans être inquiété. Mais ensuite sa proximité avec Sun devient apparente. Sa fille aînée Ailing, de retour des États-Unis, devient secrétaire de Sun Yat-sen, et lui-même vient aider au secrétariat quand ses problèmes de santé ne lui permettent pas de se déplacer pour affaires. En 1912, il est au premier rang avec sa famille lors de l’investiture de Sun Yat-sen comme président provisoire de la République chinoise. Il suit avec sa fille la tournée de Sun nommé ministre des chemins de fer par Yuan Shikai. En 1913, après l’échec de la rébellion contre Yuan, il suit avec sa famille les révolutionnaires au Japon, s’installant à Yokohama. En 1914, Ailing – à qui Sun Yat-sen a sans succès proposé le mariage – épouse Kong Xiangxi, qui gravite dans l’orbite de Sun, et Qingling la remplace. Sun et elle convoleront en 1915 contre les vœux de la famille. 

## Mort
Charles Soong meurt le 3 mai 1918 d’un cancer de l’estomac dans sa villa de Qingdao. Il repose avec sa femme et sa fille Qingling dans un carré du cimetière de Wanguogong (萬國公墓) à Shanghai. La sépulture, construite en 1932 à la mort de sa femme, fut vandalisée durant la révolution culturelle.

## Famille

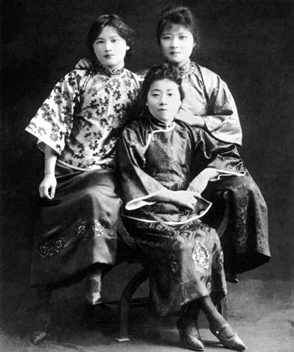
Les sœurs Soong.

Charles Song et Ni Guizhen eurent six enfants, trois filles (prénoms en -ling) et trois fils (prénoms en Zi-). Ce sont, du plus âgé au plus jeune : 
- Song Ailing (宋靄齡) 1890-1973, aussi prénommée Nancy en l’honneur de la femme de Julian Carr ; elle épousera Kong Xiangxi, le plus riche banquier de Chine, futur ministre des Finances, Premier ministre de la République de Chine et gouverneur de la Banque centrale de Chine.
- Song Qingling (宋慶齡) 1893-1981, aussi prénommée Rosamond en l’honneur de la fille du pasteur de Wilmington ; elle épousera Sun Yat-sen et liera son destin à celui de la Chine communiste.
- Song Ziwen (宋子文) 1894-1971, homme d’affaires et cadre du Kuomintang ;
- Song Meiling (宋美齡) 1897-2003, qui épousera Chiang Kaï-shek et sera une personnalité importante de la République de Chine.
- Song Ziliang (宋子良) 1899-1987, homme d’affaires aux États-Unis ;
- Song Zi'an (宋子安) 1905-1969, directeur des banques de Canton et Hong Kong ;

Charles Song a peu de considération pour le système éducatif chinois et souhaite que sa progéniture reçoive comme lui une éducation américaine. Ses enfants fréquentent à Shanghai des écoles anglophones, puis partent poursuivre leur formation aux États-Unis. Les langues en usage dans la famille sont l’anglais et le shanghaïen, Charles parle de plus le cantonais, le hainanais et peut-être le hakka. Parti trop jeune pour avoir reçu une bonne formation en chinois écrit, c’est en anglais qu’il tient sa correspondance, y compris la lettre qu’il écrivit en 1881 à son père depuis les États-Unis ; confiée à Allen, elle ne sera jamais transmise à son destinataire. Avec Sun Yat-sen, il communique en anglais et en cantonais.
Plusieurs versions existent concernant les circonstances du mariage des deux cadettes avec Sun Yat-sen et Chiang Kaï-shek. Selon Song Qingling et Song Meiling, il s’agit d’histoires d’amour contrariées au début par l’opposition de leurs parents, du fait de la différence d’âge et du statut matrimonial ambigu des prétendants. Pour certains historiens, le mariage de Meiling est une alliance d’intérêt entre trois des Quatre grandes familles dominant le jeune Kuomintang, nouées d’un commun accord par les différentes parties. Selon la biographie de Chen Jieru, troisième femme du généralissime Chiang, son mariage avec Song Meiling fut imposé par Song Ailing et son mari Kong Xiangxi contre une aide au financement de l’expédition du Nord.
Sa famille prospèrera grâce à la politique et à la finance. Hormis Qingling, les enfants Song alliés aux familles Kong et Chiang seront critiqués pour avoir contribué à la corruption du gouvernement nationaliste. Néanmoins, Charles et ses enfants restent des personnalités incontournables de la première république de Chine, connus collectivement comme la dynastie Song.